# Починок Олександр Петрович
Олександр Петрович Почино́к (рос. Александр Петрович Починок; 12 січня 1958, Челябінськ—16 березня 2014, Москва) — російський державний діяч, міністр з податків і зборів (1999—2000), міністр праці і соціального розвитку (2000—2004), економіст.

## Біографія
Олександр Петрович Починок народився в Челябінську 12 січня 1958.
Закінчив середню школу із золотою медаллю.
У 1980 році з відзнакою закінчив інженерно-будівельний факультет Челябінського політехнічного інституту імені Ленінського комсомолу.
З 1982 по 1985 рік був аспірантом Інституту економіки АН СРСР, в 1986 році захистив кандидатську дисертацію на тему «Ефективність капітальних вкладень в промислово розвиненому регіоні». Займався науковою роботою в Академії наук по 1989 рік.
З 1990 по 1993 рік — народний депутат, член президії Верховної ради Росії, голова комісії з бюджету, планів, податків і цін.
У 1993 році обіймав посаду заступника міністра фінансів РФ.
З 1993 по 1997 рік — депутат Держдуми РФ, заступник голови комітету з бюджету, голова податкового підкомітету.
У 1997—1998 роках керував Державною податковою службою РФ.
У 1998—1999 роках очолював департамент фінансів апарату уряду РФ.
У 1999—2000 роках Починок був міністром з податків і зборів.
У 2000—2004 роках обіймав посаду міністра праці і соціального розвитку.
У 2004 році став помічником прем'єр-міністра, з 2004 по 2007 рік був заступником повпреда в Південному федеральному окрузі.
З 2007 по 2012 рік був членом Ради Федерації від Краснодарського і Пермського країв — першим заступником голови комісії з розвитку інститутів громадянського суспільства, заступником голови комісії з ЖКГ, членом бюджетного комітету. Очолював делегацію Ради Федерації в ПАРЄ.
Починок був членом експертної ради уряду РФ. Входив до федерального цивільний комітет і федеральний політичний комітет партії «Громадянська платформа».
Крім того, Починок був віце-президентом міжнародного правозахисного руху «Світ без нацизму».
Вів програму «Фіскал» на радіостанції «Ехо Москви».
Починок був завідувачем кафедрою «Податки та оподаткування» в Російському економічному університеті імені Г. В. Плеханова. Його загальний науково-педагогічний стаж перевищував 20 років.
Мав урядові нагороди Росії, був нагороджений державними нагородами Німеччини, Австрії та Люксембургу.

## Публікації
Автор низкт книг, десятків наукових трудів і статей, в тому числі:
- Налоги и налогообложение в Российской Федерации. Учебник. М., 1999. (у співавторстві).
- Основы налоговой системы. Учебное пособие для вузов. М., 2000 (у співавторстві).
- О законах и доходах. Российский налоговый курьер, 2000, № 1.